# Le Mal du pays (Star Trek)
Pour les articles homonymes, voir Le Mal du pays.
Le Mal du pays (Amok Time) est le premier épisode de la deuxième saison de la série télévisée Star Trek. Il fut diffusé pour la première fois le 15 septembre 1967 sur la chaîne NBC.
C'est la première apparition de Pavel Chekov. Le premier officier Spock doit impérativement rentrer sur Vulcain, sa planète natale afin de participer à une cérémonie de mariage au rituel violent. Invité à la cérémonie, le capitaine Kirk est amené à combattre Spock.

## Distribution

### Acteurs principaux
- William Shatner : James Tiberius Kirk (VF : Yvon Thiboutot)
- Leonard Nimoy : Spock (VF : Régis Dubost)
- DeForest Kelley : McCoy
- George Takei : Sulu
- Nichelle Nichols : Uhura
- Walter Koenig : Pavel Chekov

### Acteurs secondaires
- Celia Lovsky : T'Pau
- Arlene Martel : T'Pring (fiancée de Spock)
- Lawrence Montaigne : Stonn
- Majel Barrett : infirmière Christine Chapel
- Eddie Paskey : lieutenant Leslie
- William Blackburn : lieutenant Hadley
- Byron Morrow : amiral Komack
- Frank da Vinci : aide Cérémoniel Vulcain
- Walker Edmiston : voix du Centre Spatial Vulcain
- Mary Rice : T'Pring (enfant)

## Résumé
À bord de l'Enterprise, le Docteur McCoy semble trouver que Spock se comporte d'une façon inhabituelle : le vulcain, habituellement calme et logique apparaît nerveux et irritable. Celui-ci demande un congé pour rejoindre sa planète natale mais il lui est refusé car le vaisseau doit représenter Starfleet à la soirée inaugurant la présidence d'Altair VI.
Toutefois le comportement de Spock devient inquiétant et McCoy découvre qu'il fait une poussée d'hormones qui pourraient le tuer en quelques jours. Spock est forcé d'expliquer qu'il est dans la période du pon farr, un moment crucial dans la vie des vulcains où ceux-ci doivent se marier à la femme qui leur est promise. Désobéissant à Starfleet, le capitaine Kirk décide de changer la trajectoire du vaisseau pour le diriger vers Vulcain. Reconnaissant, Spock invite Kirk et McCoy à sa cérémonie de mariage.
La cérémonie est présidée par T'Pau, la matriarche de la famille de Spock et seule personne à avoir refusé un siège à la fédération. Elle accepte la présence des humains tandis que la promise de Spock, T'Pring, est accompagnée de Stonn, un vulcain. Avant la cérémonie, T'Pring demande un koon-ut-kal-if-fee, un combat entre Spock et un champion désigné par elle. Elle choisit Kirk qui accepte peu de temps avant de savoir qu'il s'agit d'un combat à mort.
Au cours du combat, Spock réussit à blesser le capitaine Kirk avec un lirpa, une épée traditionnelle. McCoy soigne brièvement Kirk estimant le combat déséquilibré à cause de l'atmosphère de vulcain. Le duel reprend, Spock finit par tuer Kirk en le garrotant avec une corde vulcain, le Ahn'woon. McCoy récupère le corps de Kirk et se téléporte avec lui à bord de l'Enterprise. Spock reprend ses esprits et s'en veut d'avoir tué son ami. Il explique qu'il va se livrer de lui-même à la fédération qui le punira d'avoir tué son supérieur hiérarchique. T'Pring lui avoue alors que tout cela avait été manigancé par elle. Elle est amoureuse de Stonn et lui faire affronter Kirk était le seul choix logique pour échapper au mariage arrangé étant donné que quelle qu'en soit l'issue, elle serait libre.
À son retour dans le vaisseau, Spock apprend que Kirk avait simulé sa mort avec l'aide d'un produit fourni par McCoy. Grâce à l'influence de T'Pau, aucune charge n'est retenue contre Kirk pour son retard.

## Autour de l'épisode
- C'est le premier épisode de Star Trek à se dérouler sur la planète Vulcain et à montrer des vulcains autres que Spock. Il introduit la culture vulcaine, notamment T'Pau, la matriarche, le pon farr ainsi que le salut vulcain et de la phrase qui y est attachée « Longue vie et prospérité ».
- C'est le premier épisode à faire figurer le rôle récurrent de l'enseigne Pavel Chekov joué par Walter Koenig.
- Au cours de l'épisode on peut voir une attirance de l'infirmière Christine Chapel envers Spock, un élément qui avait été introduit dans l'épisode L'Équipage en folie.
- Même s'il est mentionné par Spock, le personnage de Montgomery Scott n'apparaît pas dans cet épisode. Les Klingons sont également mentionnés.
- Le personnage de Spock est devenu lieutenant commandant, un grade qu'il n'avait pas dans la précédente saison.
- Un personnage du nom de l'amiral Komack est mentionné dans cet épisode et avait déjà été mentionné dans l'épisode Un coin de paradis (saison 1).

## Production

### Écriture
L'épisode fut écrit par l'auteur de science fiction Theodore Sturgeon qui avait auparavant rédigé le scénario de l'épisode Une partie de campagne. L'épisode fut suggéré par le producteur exécutif de la série Gene Roddenberry en décembre 1966. L'épisode était prévu pour la première saison car NBC savait que le personnage de Spock était devenu très populaire. Toutefois, connaissant la vitesse d'écriture de Sturgeon, la production le repoussa à la saison 2 espérant en faire une bonne introduction pour la nouvelle saison.
Dans le script original, T'Pau n'intercédait plus en faveur de Kirk à la fin de l'épisode, le combat devait se faire sans arme et la planète Altair VI se nommait « Fontana VI » en l'honneur de la scénariste D. C. Fontana. De plus, elle contenait bien plus de terme de vocabulaire vulcain inventé pour l'occasion. Le script final de Sturgeon fut terminé le 5 mai 1967. Au cours des différentes réécritures au cours du mois de juin, le producteur Robert Justman (en) fit changer le nom de Spor en Stonn estimant que son nom originel trop « freudien ».

### Casting
Peu de temps avant le début de la deuxième saison, l'acteur Leonard Nimoy semblait vouloir ne pas reprendre son rôle de Spock estimant son salaire trop faible. La production approcha donc l'acteur Lawrence Montaigne qui avait déjà joué le rôle de Decius dans l'épisode Zone de terreur pour qu'il le remplace si Nimoy refusait de venir. L'acteur ayant trouvé un accord, il fut offert le rôle de Stonn à Montaigne.
L'actrice Arlene Martel avait déjà été auditionnée pour les rôles du docteur Elizabeth Dehner dans l'épisode Où l'homme dépasse l'homme mais refusa car elle ne voulait pas porter de lentilles de contact. Elle auditionna pour le rôle de Sylvia dans l'épisode Dans les griffes du chat mais la production estima qu'elle était idéale pour le rôle de T'Pring.

### Tournage
Le tournage eut lieu du 9 au 19 juin 1967 dans les studios de la compagnie Desilu Productions sur Gower Street à Hollywood sous la direction de Joseph Pevney.
Selon Leonard Nimoy, Celia Lovsky n'arrivait pas à faire le salut vulcain naturellement. La caméra fut placée de sorte qu'on ne voie pas ce détail. Le 16 juin 1967, Mary Rice fut photographiée afin de servir d'image à la jeune T'Pring. Toutefois, les prothèses d'oreilles de vulcains n'étant pas adaptées aux oreilles d'enfant, elle posa de profil.
Les décors ont été agrandis lors de cette nouvelle saison, ainsi l'infirmerie est plus grande, incluant un bureau pour le docteur McCoy et d'autre lits. On peut voir aussi les quartiers de Spock en entier. On peut apercevoir les mêmes casques que les romuliens de Zone de terreur sur certains gardes participants du pon farr.

### Musique et post-production
La musique de cet épisode, composée par Gerald Fried fut réutilisé par la suite dans de nombreux épisodes. La musique de scène de combat réapparaît dans les scènes d'action des épisodes Guerre et Magie, Nous, le peuple, Les Enchères de Triskelion et Sur les chemins de Rome.,. Elle fut réutilisée de nombreuses fois dans les hommages et les parodies, notamment dans la scène de combat médiéval du film de 1996 Disjoncté et dans un épisodes des Simpsons. Le compositeur Michael Giacchino y fera hommage dans sa composition pour le film Star Trek Into Darkness. La partition de Gerald Fried inclut aussi le thème de Spock, composé lui aussi pour cet épisode et joué par le bassiste Barney Kessel. Il réapparaît dans les épisodes Le Korrigan et Un tour à Babel.
On peut aussi entendre l'air du Boléro, de Ravel.
Avec cet épisode marque la nouvelle saison et présente un tout nouveau générique d'introduction avec une partie chantée par Loulie Jean Norman et le nom de DeForest Kelley au générique. Le générique de fin possède une nouvelle réorchestration.

## Diffusions

### Diffusion aux États-Unis
L'épisode fut montré pour la première fois en public deux semaines avant sa diffusion à la World Science Fiction Convention de 1967 à New York. Il reçut un accueil favorable, et l'addition du lieutenant Chekov au casting plut assez.
L'épisode fut retransmis à la télévision pour la première fois le 15 septembre 1967 sur la chaîne NBC en tant que premier épisode de la deuxième saison.

### Diffusion au Royaume Uni et au Québec
L'épisode fut diffusé au Royaume Uni le 25 novembre 1970 sur BBC One. L'épisode est connu pour avoir été remonté lors de sa diffusion en Allemagne dans les années 1970, ceux-ci estimant que l'histoire de mariage et d'hormone ne correspondait pas au public. L'épisode avait été monté et doublé de telle sorte à raconter que Spock souffre d'une maladie grave qui lui laisse des séquelles, notamment les scènes sur vulcain qui s'avéraient être des hallucinations. L'épisode fut montré et doublé pour raconter l'histoire originelle en 1996.
En version francophone, l'épisode fut diffusé au Québec en 1971. 

### Diffusion en France
En France, l'épisode est diffusé le 31 juillet 1986 lors de la rediffusion de l'intégrale de Star Trek sur La Cinq.

## Réception critique
L'épisode fut nommé aux Hugo Award de 1968 dans la catégorie "Best Dramatic Presentation". C'est aussi l'un des épisodes préférés de Leonard Nimoy avec Les Mines de Horta, Contretemps, Un tour à Babel, Un coin de paradis et L'Équipage en folie. Le réalisateur Joseph Pevney le considère aussi comme son épisode le plus réussi de la série.
Dans un classement pour le site Hollywood.com, Christian Blauvelt place cet épisode à la 7e position sur les 79 épisodes de la série originelle. 
De même le livre « Star Trek 101 » liste cet épisode parmi les 10 épisodes essentiels de la série. Pour le siteThe A.V. Club Zack Handlen donne à l'épisode la note de A trouvant que l'épisode est un début de saison excellent car il donne enfin de la matière sur les origines du personnage de Spock.
L'épisode est à l'origine du nom du groupe de rock T'Pau.

## Adaptations littéraires
L'épisode fut romancé sous forme d'une nouvelle de 14 pages écrite par James Blish dans le livre « Star Trek 3 » un recueil compilant différentes histoires de la série et sortit en avril 1969 aux éditions Bantam Books.
En 1978, l'épisode connu aussi une adaptation en roman photo créé à partir des captures d'écran de l'épisode. After Darkness, un comic publié en juillet 2013 chez IDW Comics raconte les événements de cet épisode mais avec les personnages issues de la série de films Star Trek de 2009.

## Éditions commerciales
Aux États-Unis, l'épisode est disponible sous différents formats. En 1988 et 1990, l'épisode est sorti en VHS et Betamax. L'épisode sortit en version remastérisée sous format DVD en 1999 et 2004.
L'épisode connu une version remasterisée sortie le 17 février 2007 : l'épisode connu de nombreux nouveaux effets spéciaux, notamment les plans de la planète Vulcain vue de l'espace, les plans de l'Enterprise qui ont été refait à partir d'images de synthèse. L'image du lieu de la cérémonie vu du dessus a été recrée de toutes pièces et la photo de T'Pring, retouchée afin d'incorporer un visage derrière elle. Cette version est comprise dans l'édition Blu-ray, diffusée en septembre 2009.
En France, l'épisode fut disponible avec l'édition VHS de l'intégrale de la saison 2 en 2000. L'édition DVD est sortie le 18 novembre 2004 et l'édition Blu-ray le 27 avril 2009.